# ابراهیم الحلوه
ابراهیم الحلوه (إبراهیم الحلوة) (انگلیسی: Ibrahim Al-Helwah؛ زادهٔ ۱۸ اوت ۱۹۷۲) بازیکن سابق فوتبال اهل عربستان سعودی است.
وی عضو تیم ملی فوتبال عربستان در جام جهانی فوتبال ۱۹۹۴ بوده است.